# (33746) Sombart
(33746) Sombart (1999 OK) – planetoida z pasa głównego asteroid okrążająca Słońce w ciągu 5,56 lat w średniej odległości 3,14 j.a. Odkryta 17 lipca 1999 roku.